# Spilosoma romaniszyni
Spilosoma romaniszyni là một loài bướm đêm thuộc phân họ Arctiinae, họ Erebidae.